# Texelse Bierbrouwerij

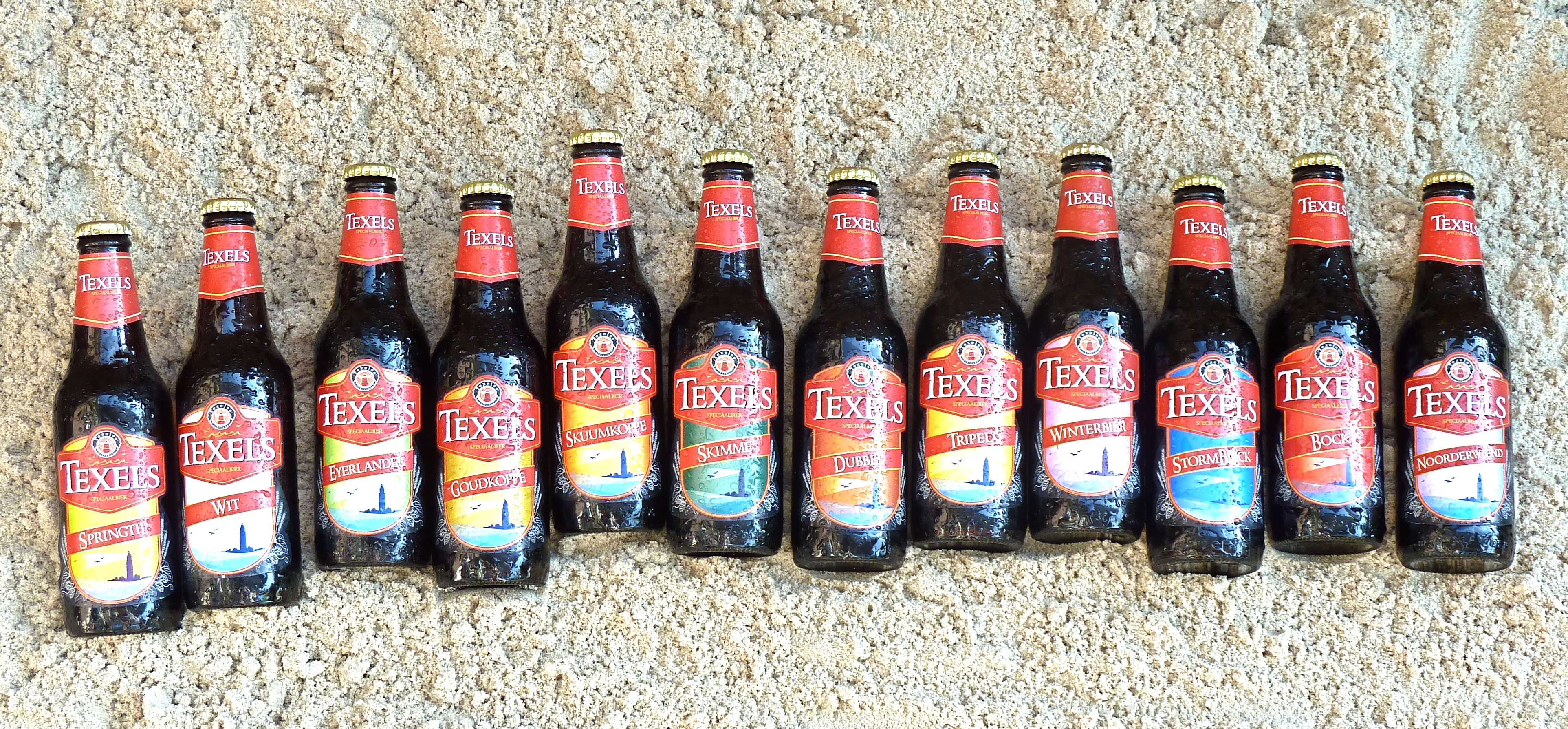
Collectie van 12 Texels-bier

De Texelse Bierbrouwerij is een ambachtelijke brouwerij van speciaalbieren, gevestigd op Texel, nabij Oudeschild. Sinds 2020 is de brouwerij eigendom van Heineken. De brouwerij promoot zichzelf als zuiver Texels, onder meer via een vermelding op de labels van de bierflessen en door biernamen in het Tessels dialect, maar ook door grondstoffen zo veel mogelijk lokaal in te kopen.

## Geschiedenis
De brouwerij werd in 1999 opgericht als opvolger van de Tesselse Bierbrouwerij, die in 1994 was opgericht en in 1998 werd gesloten. Na de sluiting werd Jaap van der Weide, geboren in 1961 in Groningen en voormalig verkoopdirecteur bij Siemens, de nieuwe eigenaar. In mei 1999 nam hij de leiding over en vernieuwde de brouwerij grondig. Hoewel de locatie en naam slechts licht veranderden, was er feitelijk sprake van een nieuwe brouwerij. Van der Weide herstelde de "x" in de naam vanwege de export naar het continent en ontwikkelde nieuwe recepturen voor volmoutige bieren, geïnspireerd door het Duitse Reinheitsgebot. Met een nieuw brouwteam maakte de brouwerij in 1999 een frisse start. Maurice Diks, de eigenaar van het pand, verkocht zijn conservenbedrijf en werd bedrijfsleider bij de brouwerij. Aanvankelijk werd gebrouwen met een installatie van 10 hectoliter. In 2003 werd een koperen brouwhuis aangeschaft en in 2005 een derde wachttank, waardoor de capaciteit verder werd verhoogd.
De Texelse brouwerij werd in juni 2015 het negende lid van de Nederlandse Brouwers. In 2018 werd 35.000 hl bier gebrouwen maar in 2020 maakte de Texelse Bierbrouwerij een verlies van 358.000 euro. In 2020 werd de Texelse Brouwerij volledig eigendom van Heineken in de hoop verder te kunnen groeien. Wel behield de brouwerij daarbij een eigen management. In september 2021 werden de plannen voor de bouw van een nieuwe brouwerij afgeblazen.

## Bieren
De bierbrouwerij heeft verschillende vaste bieren, waaronder Skuumkoppe, Skuumkoppe 0.0, Zeebries Blond, Goudkoppe, Donderstien Dubbel, Tuunwal Tripel, Vuurbaak en Overzee IPA. Daarnaast biedt de brouwerij enkele seizoensbieren aan, zoals Jutters Bock, Stormbock, Noorderwiend (voorheen bekend als Winterbier), Springtij, Skiller Wit en Texels geheim op z'n paasbest. In 2023 werd in samenwerking met brouwerij TX de Avondzon gepresenteerd, een red ale. In het verleden waren ook Eyerlander, Seumerfeugel, Texels Skimme en Wit verkrijgbaar.
Het Texels bockbier heeft bij de twee grote proeverijen, Beste Bockbier en Lekkerste Bockbier, meerdere prijzen gewonnen. Het werd uitgeroepen tot Beste Bockbier van Nederland in 2010 en 2011 en tot Lekkerste Bockbier van Nederland in 2009, 2011 en 2012.